# Districtele Libanului
Cele nouă gunarnorate din Liban sunt subdivizate în 25 de districte (Aqdya, singular – qadaa). Guvernoratul Beirut nu este subdivizat în districte și Guvernoratul Akkar cuprinde un singur district.
Districtele sunt împărțite în municipalități.

## Listă de districte

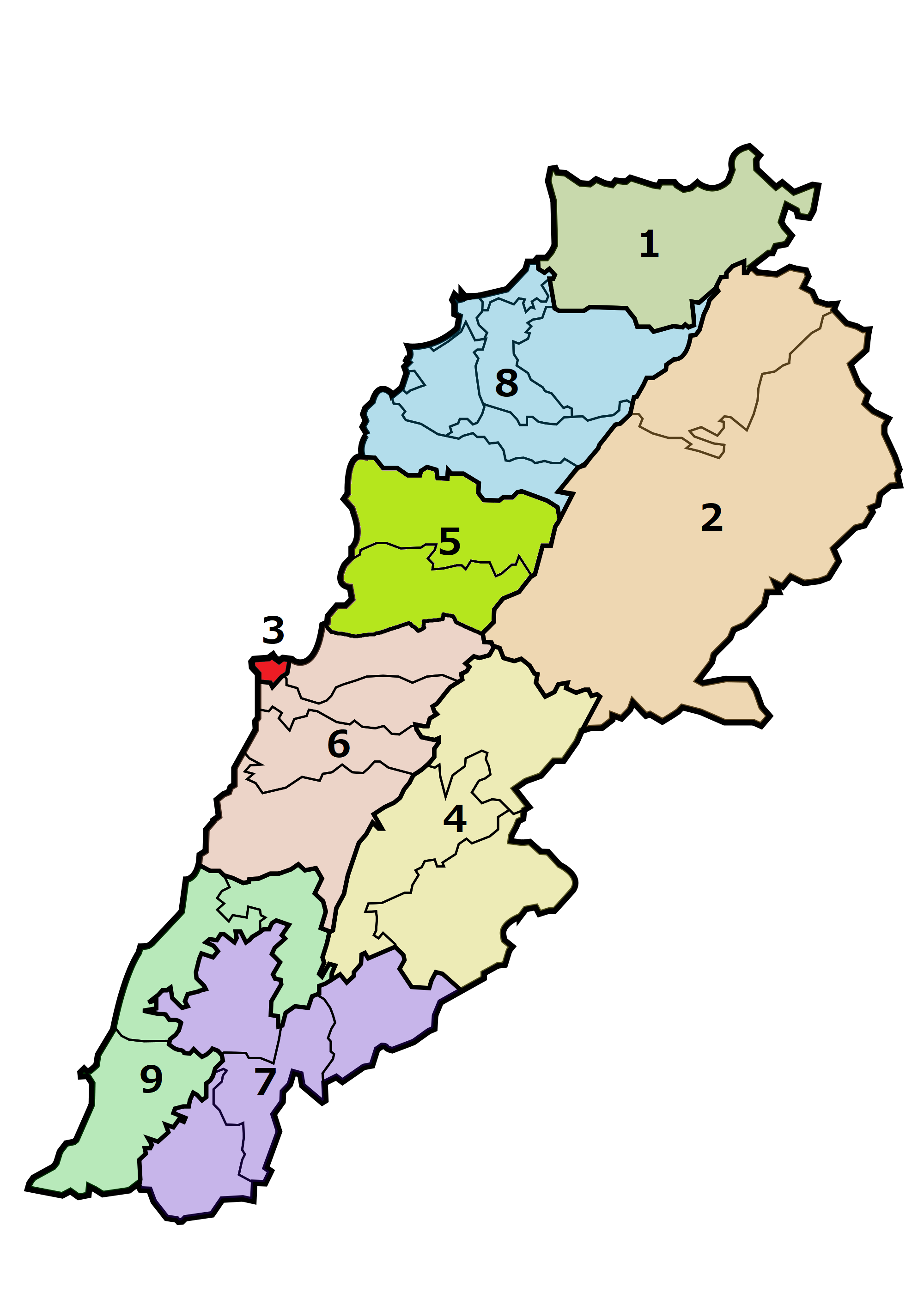
Guvernoratele (numerotate conform listei de mai jos) și districtele Libanului.

Capitalele (مراكز) guvernoratelor și districtelor sunt indicate în paranteze.
1. Guvernoratul Akkar (Halba)
  - Akkar (Halba)
2. Guvernoratul Baalbek-Hermel (Baalbek)
  - Baalbek (Baalbek)
  - Hermel (Hermel)
3. Guvernoratul Beirut (Beirut)
4. Guvernoratul Beqaa (Zahlé)
  - Rashaya (Rashaya)
  - Beqaa de Vest (Joub Jannine - iarna {{}}Saghbine - vara)
  - Zahle (Zahlé)
5. Guvernoratul Munții Liban (Baabda)
  - Byblos (Byblos)
  - Keserwan (Jounieh)
  - Aley (Aley)
  - Baabda (Baabda)
  - Chouf (Beiteddine)
  - Matn (Jdeideh)
6. Guvernoratul Nabatiye (Nabatieh)
  - Bint Jbeil (Bint Jbeil)
  - Hasbaya (Hasbaya)
  - Marjeyoun (Marjeyoun)
  - Nabatie (Nabatieh)
7. Guvernoratul Liban de Nord (Tripoli)
  - Batroun (Batroun)
  - Bsharri (Bsharri)
  - Koura (Amioun)
  - Districtul Miniyeh-Danniyeh (Miniyeh)
  - Tripoli (Tripoli)
  - Zgharta (Zgharta)
8. Guvernoratul Libanul de Sud (Sidon)
  - Sidon (Sidon)
  - Jezzine (Jezzine)
  - Tyre (Tyre)